# Euphorbia gregersenii
Euphorbia gregersenii es una especie fanerógama perteneciente a la familia de las euforbiáceas.  Es originaria de Bosnia y Herzegovina.

## Taxonomía
Euphorbia gregersenii fue descrita por K.Malý ex Beck y publicado en Glasnik zemaljskog muzeja u Bosni i Hercegovini 32: 90. 1920.
Etimología
Euphorbia: nombre genérico que deriva del médico griego del rey Juba II de Mauritania (52 a 50 a. C. - 23), Euphorbus, en su honor – o en alusión a su gran vientre –  ya que usaba médicamente Euphorbia resinifera. En 1753 Carlos Linneo asignó el nombre a todo el género.
gregersenii: epíteto otorgado  en honor de un tal   Gregersen pero in más información.
Sinonimia
- Tithymalus gregersenii (K.Malý ex Beck) Soják	[5][6]